# Gêiseres de Tatio

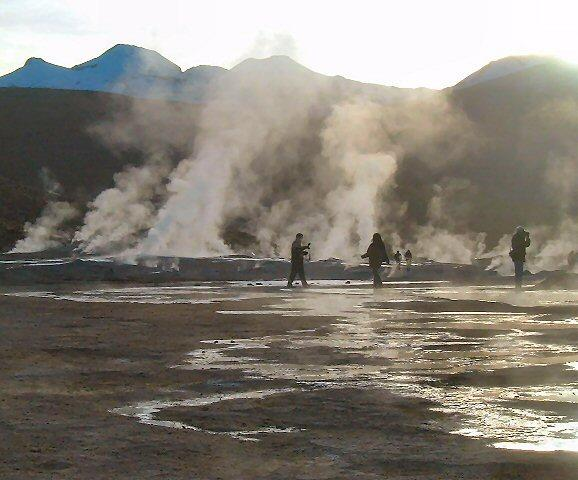
El Tatio

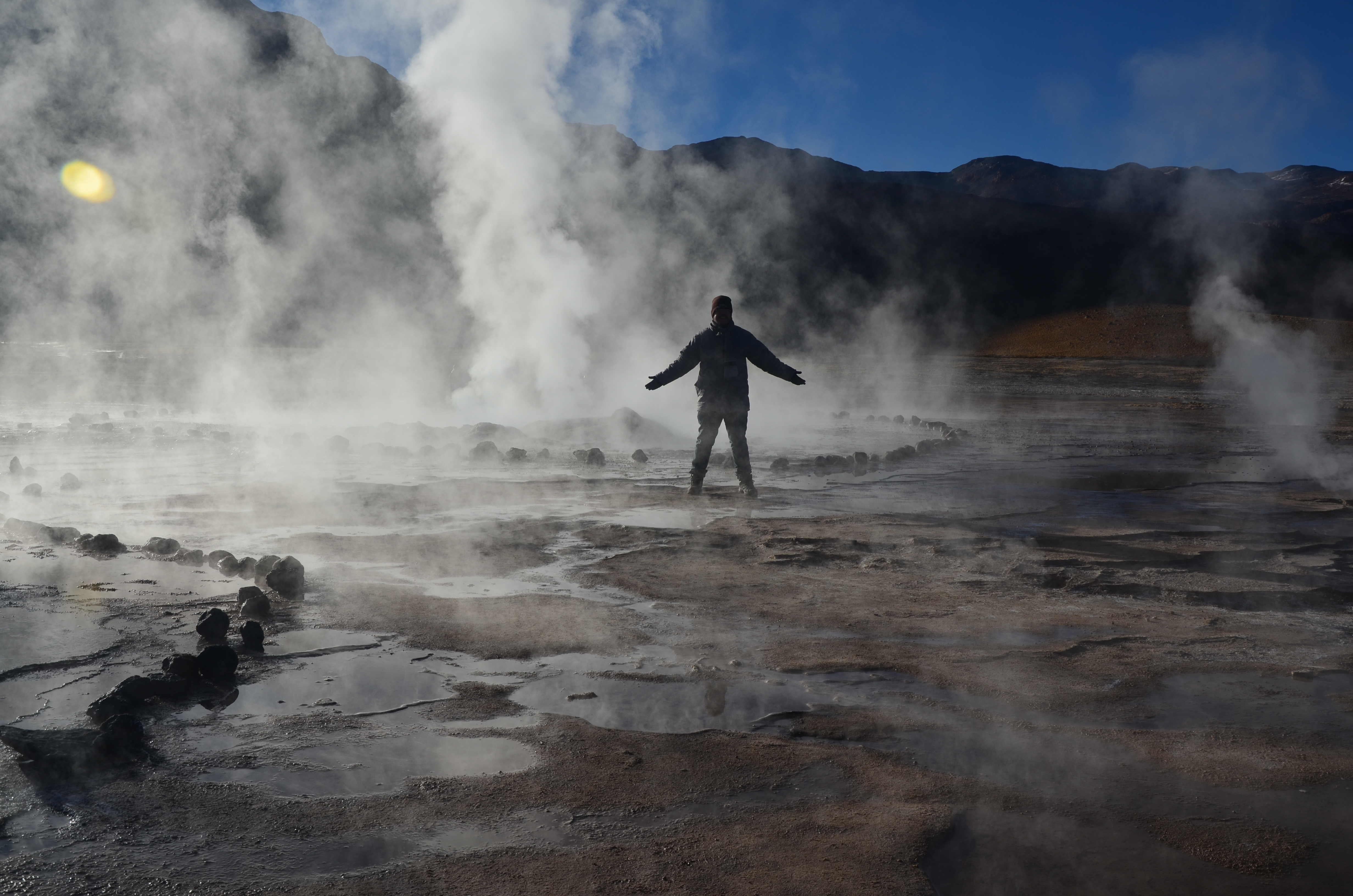
El Tatio

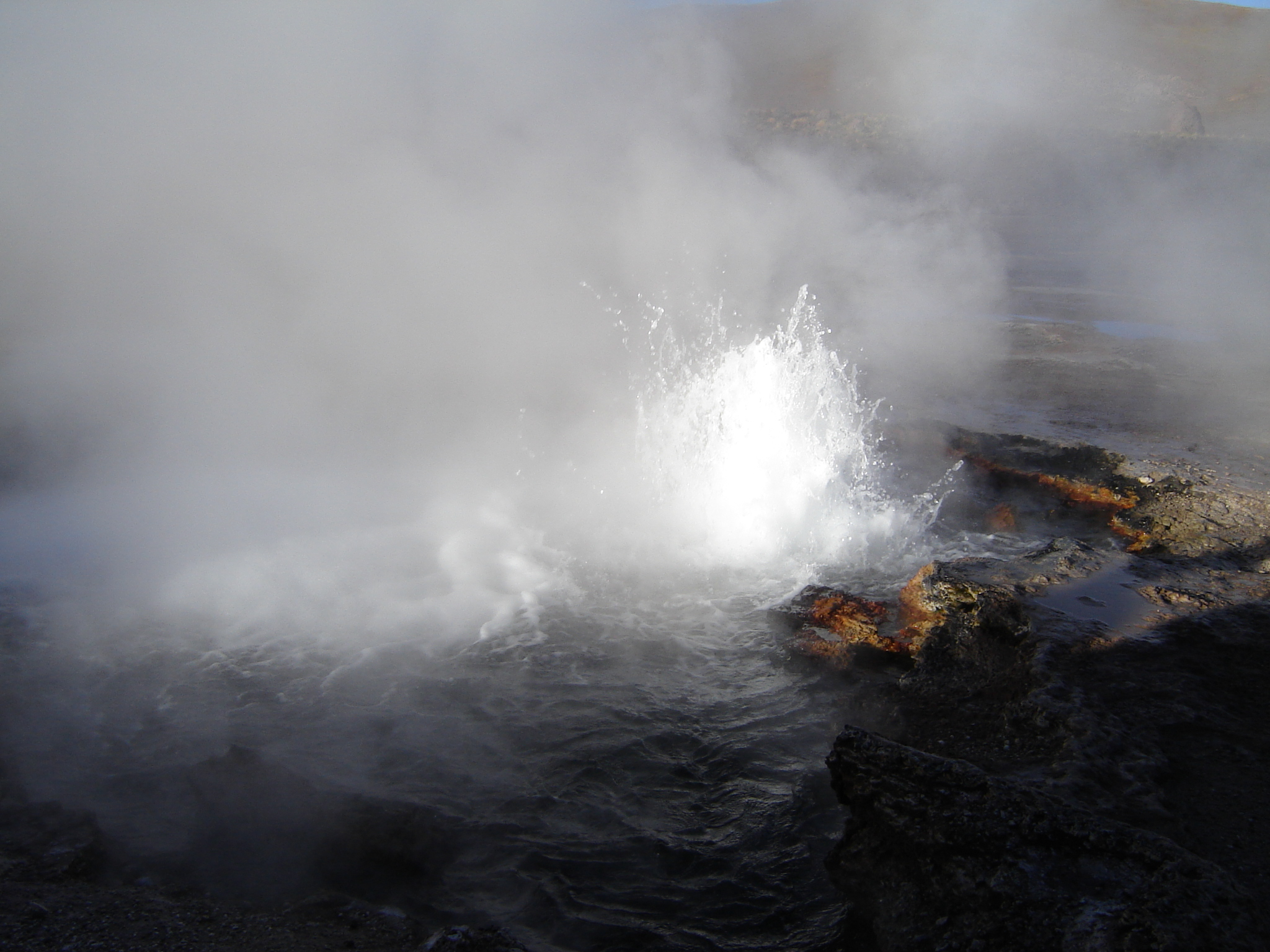
El Tatio, um géiser visto de perto

Os Gêiseres de Tatio são um campo geotérmico no deserto do Atacama, no Chile. Localizam-se na bacia geotérmica que leva o mesmo nome, a 129 quilômetros a leste da cidade de Calama, e a 90 quilômetros ao norte de San Pedro de Atacama, perto da fronteira com a Bolívia- que também possui um campo geotérmico de gêiseres poucos quilômetros ao leste de El Tatio, chamada Sol de Mañana. Esta região possui altitude de cerca de 4.320 metros.
As grandes colunas de vapor saem para a superfície através de fissuras na crosta terrestre, alcançando a temperatura de 85°C e 10 metros de altura.
Os gêiseres de Tatio são formados quando rios quentes subterrâneos entram em contato com rochas geladas, por causa da temperatura ambiente muito fria, e fazem o vapor formado subir para a superfície por entre o solo. A temperatura no local costuma ser negativa, variando entre zero e menos vinte graus celsius dependendo da época do ano.